# Cadillac SLS

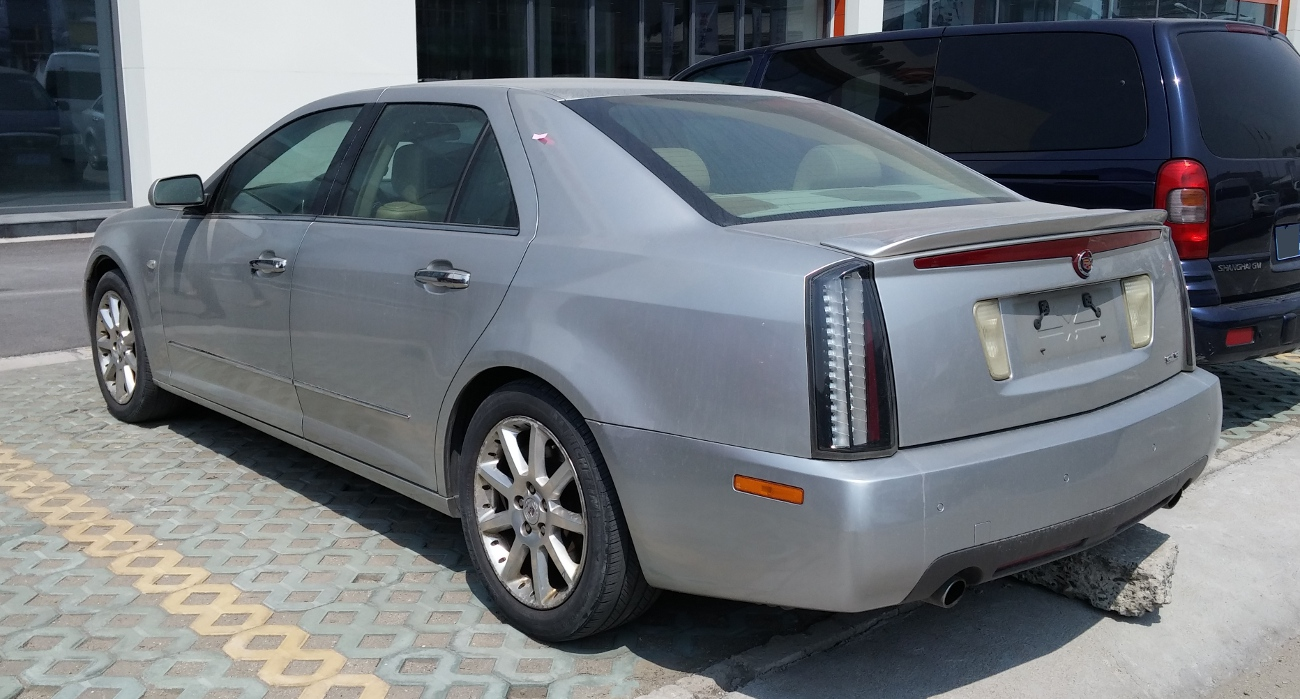
Heckansicht (2006–2009)

Der Cadillac SLS ist eine von 2006 bis 2012 angebotene Limousine in oberen Mittelklasse der US-amerikanischen Automarke Cadillac und Version des Cadillac STS mit 100 mm verlängertem Radstand.

## Modellgeschichte
Sie wurde von Shanghai GM gebaut und auf dem chinesischen sowie arabischen Markt angeboten. Der STS wurde formal erstmals auf der Auto China 2006 präsentiert.
In China kostete das Basismodell anfangs circa 500 000 RMB. Für den SLS waren zu Beginn drei Motoren erhältlich: ein 2,8-l-V6-Motor mit einer maximalen Leistung von 154 kW, ein 3,6-l-V6-Motor mit einer maximalen Leistung von 187 kW oder einem 4,6-l-Northstar-V8-Motor mit einer maximalen Leistung von 235 kW. 

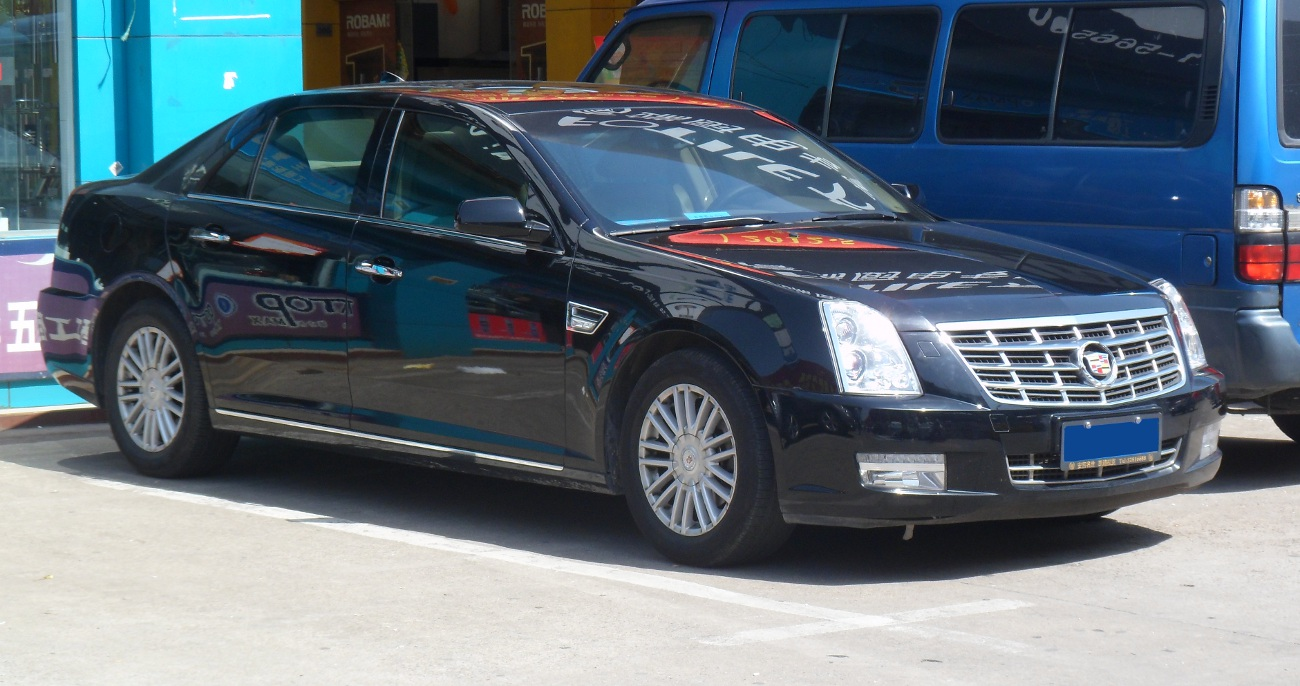
Cadillac STS (2009–2012)
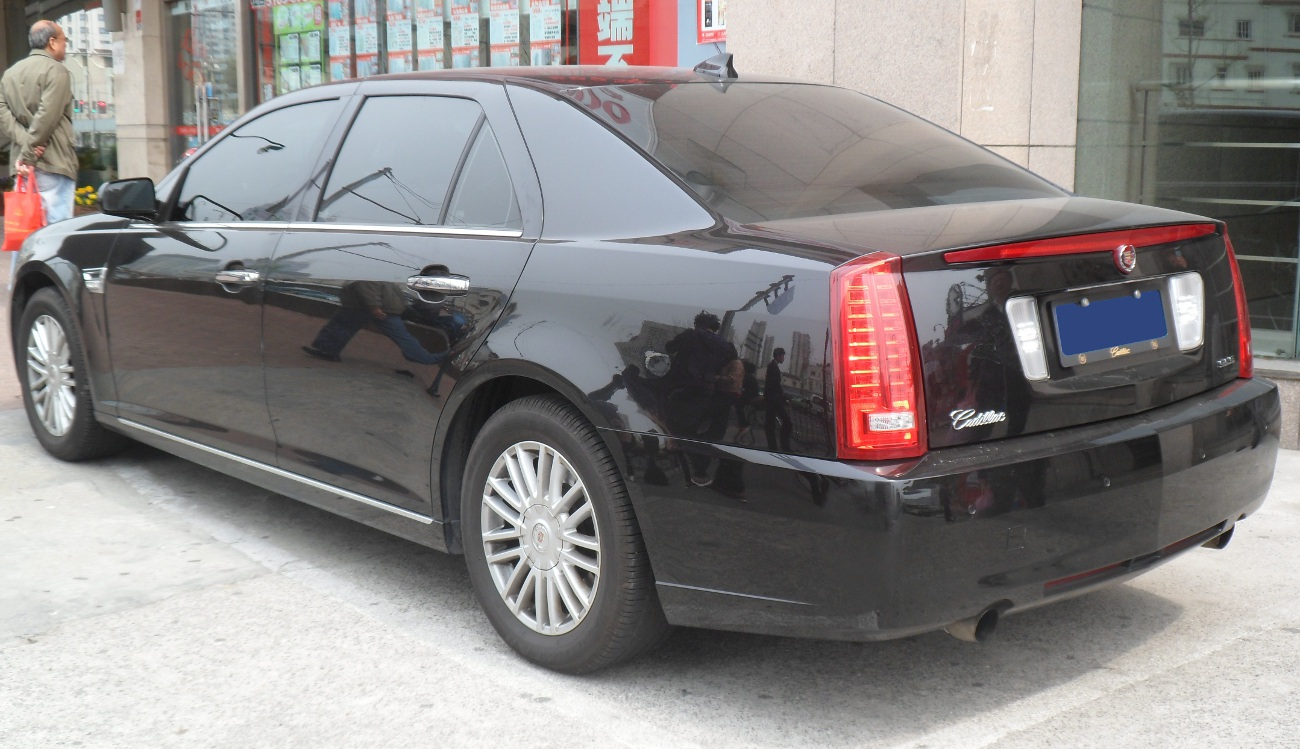
Heckansicht (2009–2012)

Im Jahr 2009 erfolgte auf der Guangzshou Auto Show ein Facelift für das Modelljahr 2010, bei dem sowohl das äußere Erscheinungsbild als auch das Motorenprogramm überarbeitet wurden. Ab diesem Zeitpunkt wurden entweder ein 3,0-l-V6-Motor mit einer maximalen Leistung von 200 kW oder ein 3,6-l-V6-Motor mit einer maximalen Leistung von 229 kW, jeweils mit Direkteinspritzung, erhältlich. Im Modelljahr 2011 wurde unterhalb des 3,0-l-Motors ein turbogeladener, direkteinspritzender 2,0-l-R4-Motor mit einer maximalen Leistung von 193 kW hinzugefügt und der 3,6-l-V6-Motor ab Mitte des Modelljahrs nicht mehr angeboten. 
Ende 2012 wurde die Produktion des SLS eingestellt und 2013 durch den Cadillac XTS abgelöst.

## Vorherige Nutzung der Bezeichnung SLS durch Cadillac
Bereits in der vierten und fünften Generation des Cadillac Seville wurde die Bezeichnung SLS genutzt. Sie bezeichnete damit eine Ausstattungsvariante und stand für Seville Luxury Sedan.